# Setaka (Fukuoka)
Setaka (jap. 瀬高町 Setaka-machi) war eine Gemeinde im Landkreis Yamato in der Präfektur Fukuoka in Japan, die am 29. Januar 2007 mit den Städten Yamakawa und Takata unter dem Namen Miyama zu einer Stadt vereinigt wurde.
Im Jahre 2003 hatte Setaka eine geschätzte Bevölkerung von 24.221 Personen auf einer Fläche von 37,73 km², was einer Bevölkerungsdichte von 641,96 Einwohnern je km² entspricht.